# NGC 2348
NGC 2348 is een open sterrenhoop in het sterrenbeeld Vliegende Vis. Het hemelobject werd op 31 januari 1835 ontdekt door de Britse astronoom John Herschel.

## Synoniemen
- ESO 88-SC1